# Wolfgang Amadeus Mozart fő művei
Ez a lista válogatást ad Mozart főbb műveiből. A teljes listát lásd a Köchel-jegyzék vagy a Wolfgang Amadeus Mozart műveinek listája lapon.
Wolfgang Amadeus Mozart (1756–1791) legkedveltebb művei talán az operái, zongoraversenyei, szimfóniái, vonósnégyesei és -ötösei. Ezeken felül igen sokat írt szóló zongorára, ill. egyéb kamarazenét, miséket, egyéb egyházi zenét, és kifogyhatatlanul sok táncdarabot, divertimentót és egyéb szórakoztató zenét.

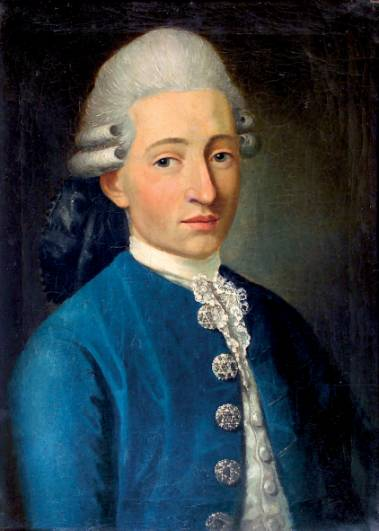
Wolfgang Amadeus Mozart, Delahaye festménye 1772-ből

## Megjegyzés Mozart műveinek rendszerezéséhez
- A „K.” „KV” a mű Köchel-jegyzékszámára utal, vagyis a (többé-kevésbé) kronologikus (értsd: komponálás időpontja szerinti) katalógusa Mozart műveinek. A lista készítőjéről, Ludwig von Köchelről kapta nevét. Megjegyzendő, hogy a lista 19. századi megjelenése óta elég sok revízión esett át; így általában az eredeti szám, ill. a jelenlegi, 6. revízió száma van feltüntetve. Ez persze bizonyos ütközésekhez is vezethet. (például a N° 25-ös Szimfónia ilyen). Egy többé-kevésbé teljes lista itt, vagy itt található.
- Ez a cikk tematikusan rendszerezi a műveket, pontosabban a művek műfaja szerint. Az egy műfajon belül keletkezett művek nem mindig vannak beszámozva: Köchel eredetileg csak a szimfóniákat (1-től 41-ig); a zongoraversenyeket (1-27), (itt igen sok korai Mozart-féle átiratot kihagyott), hegedűversenyeket (1-5) (azóta még legalább kettőről tudunk, amelyek előkerültek), ill. kürtversenyeket (1-4) számozta be, ill. még néhány művet. Ezek mellett a vonósnégyesekhez, kamarazenei művek nagy részéhez és a vokális művekhez egyáltalán nincsen semmilyen általánosan elfogadott számozás.
- Nem sok Mozart mű rendelkezik opusszámmal, mivel nem sok művét adták ki élete alatt, tehát az opusszámos megjelölés Mozart műveinél eléggé ritka.

## Szimfóniák
Mozart úgynevezett „szimfónia-korszaka” 1764 és 1788 közé esik, ez alatt a 24 év alatt írt 41 szimfóniát – legalábbis a tradicionális kiadások szerint; viszont a legfrissebb kutatások már 68 kész műről tudósítanak. Mindenesetre az eredeti számozás megmaradt – így az utolsó szimfóniája még mindig a 41-es. Több művet (K. 297, 385, 550) még maga a szerző dolgozta át.

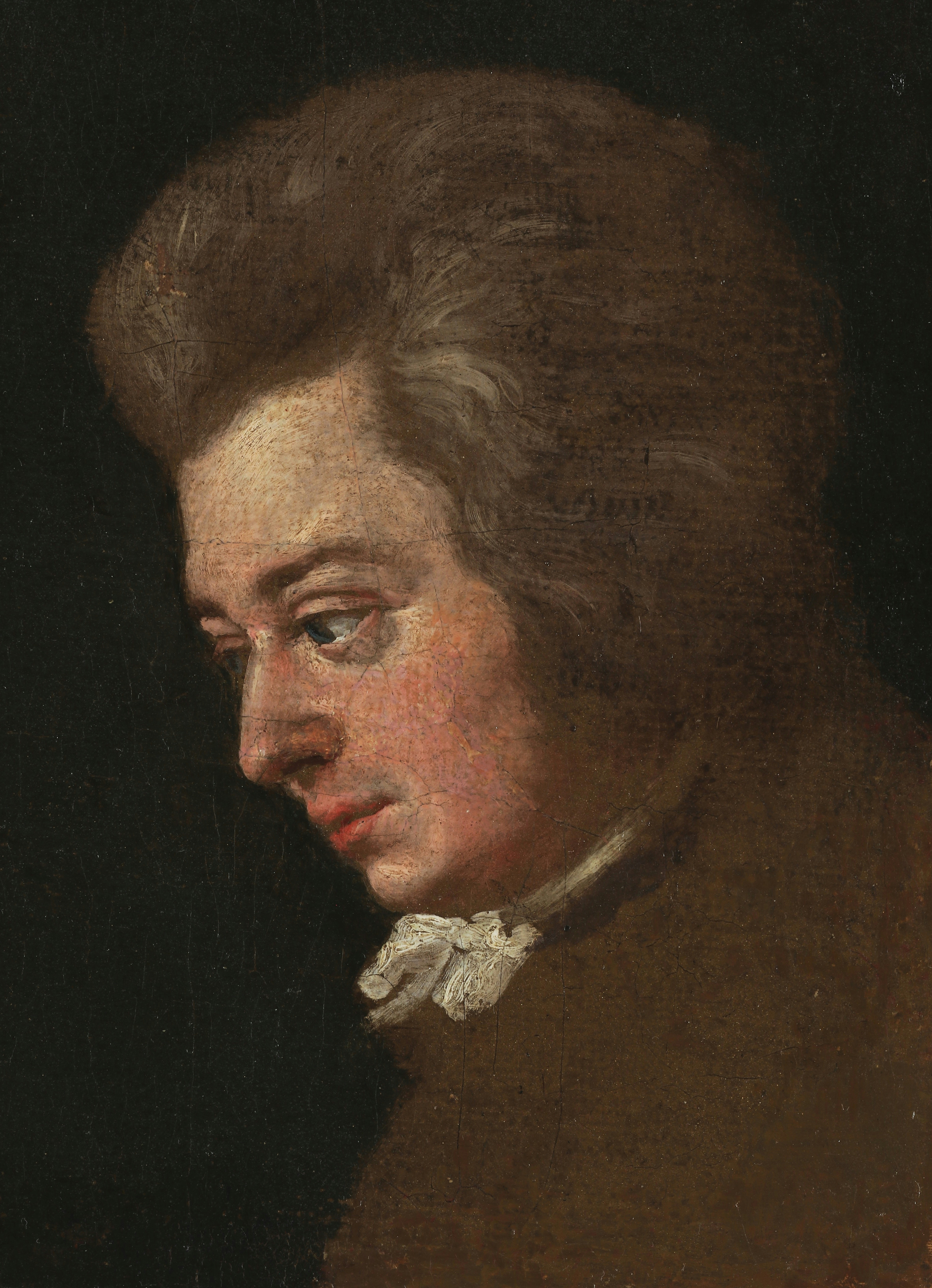
Mozart sógora, Joseph Lange által készített befejezetlen portré 1782-ből

### Sinfonia Concertanték
A szerző valószínűleg több, mint 3 darabot írt ebben a Sinfonia Concertante műfajban, de azok elvesztek, vagy csak apró darabkákban maradtak fenn.
- Concertone két hegedűre és zenekarra, C-dúr, K. 190

Ugyan a címe szerint csak két hegedűs alkotja a szóló csoportot, de igen sok szólórésze van az oboának, ill. van benne cselló-, ill. nagybőgőszóló
- Sinfonia Concertante hegedűre, brácsára és zenekarra, Esz-dúr, K. 364 (1779)

Már eleve a brácsa (mélyhegedű) szólóhangszerként alkalmazása elég érdekes, ráadásul Mozart scordatura technológiát ír elő, aminek köszönhetően a brácsa húrjait egy fél hanggal feljebb kell hangolni (mai előadásokban általában kihagyják).
- Sinfonia Concertante oboára, klarinétra, kürtre, fagottra és zenekarra, Esz-dúr, K. 297b, Anh.9 később Anh. C 14.01 (1791)

Egy igen szép mű, de hitelessége még mindig kétséges, mivel a mozarti kézirat még nem került elő. Valószínűleg ez egy Mozarttól származó átirat, ugyanis a feltételezések szerint eredetileg nem klarinét, hanem fuvola szerepelt benne. Tudósok készítettek ilyen hangszerelésű rekonstrukciót is.

## Versenyművek
Mozart „versenyműtermelésének” csúcsa mindenképpen a zongoraversenyek, annak ellenére, hogy igen sok más hangszerre írt versenyművet, amely esetleg az adott hangszer irodalmának csúcsa.

### Zongoraversenyek

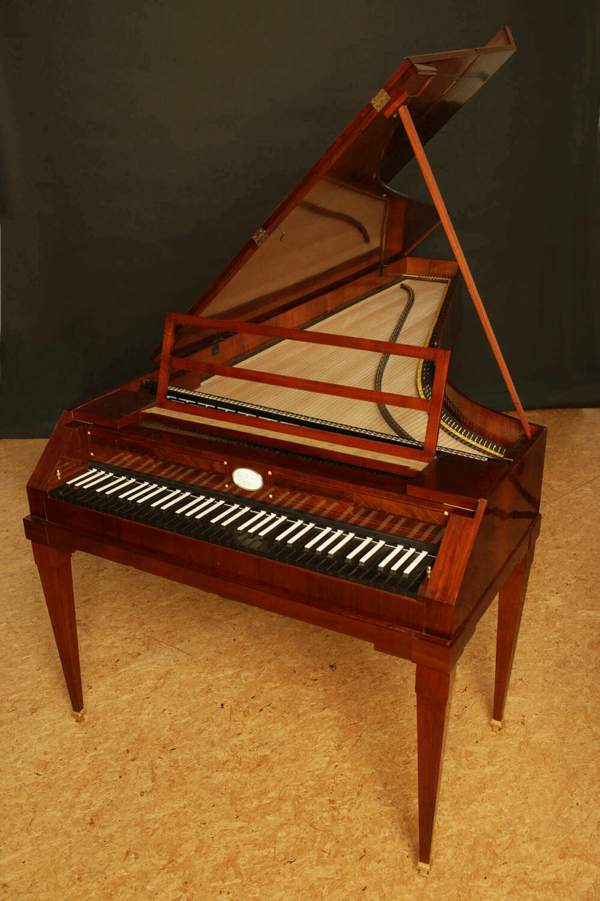
Fortepianó, eredeti Walter & Sohn,(1805) alapján Paul McNulty által épített korhű másolat

Mozart azon 17 zongoraversenye, amelyek Bécsben keletkeztek, a 27 darabból álló sorozat legszignifikánsabb részét képezik, mivel itt forradalmasította a versenyművet, mint műfajt a szabad szimfonikus dimenziók hozzáadásával, és azzal, hogy a hangszerben rejlő összes lehetőséget kihasználta, illetve nem ütköztette soha a zenekarral.
Maynard Solomon szerint Mozart legnagyobb érdeme a zongoraversenyek terén, hogy mind a zeneértők, mind a zenéhez kevésbé értő udvari közönség igényeit ki tudja elégíteni műveivel.
15 darab 1782 és 1786 között keletkezett, míg az utolsó két évben csak két zongoraversenyt írt. Az is híres és helyénvaló állítás, hogy a koncertek egy részét a tanítványaival közösen írta (főleg Barbara Ployerrel), és fejben dolgoztak, hangszer használata nélkül.
A zongoraversenyek fejlődésének útja a hegedűszerű komponálástól indul el: a korai művekben a szólóhangszer technikája a hegedűére emlékeztet. Az 1776-ban írt három zongoraverseny ebből a szempontból már jelentős haladást mutat. A forma ugyanaz, mint a hegedűversenyeké: három tételéből az első gyors tempójú szonátatétel, a második lassú darab, a finálé rondó formájú.

#### Gyermekkori billentyűs versenyek
- 1. zongoraverseny, F-dúr, K. 37
- 2. zongoraverseny, B-dúr, K. 39
- 3. zongoraverseny, D-dúr, K. 40
- 4. zongoraverseny, G-dúr, K. 41
- Három concerto Johann Christian Bach nyomán:
  - Csembalóverseny No. 1, D-dúr, No.1. K. 107/I.
  - Csembalóverseny No. 2, G-dúr, No.2. K. 107/II.
  - Csembalóverseny No. 3, Esz-dúr, No.3. K. 107/III.-

#### Salzburgbanírtzongoraversenyek
- 5. zongoraverseny, D-dúr, K. 175
- 6. zongoraverseny, B-dúr, K. 238
- F-dúr versenymű három zongorára "Lodron-koncert", (No. 7. zongoraverseny) F-dúr, K. 242
- 8. zongoraverseny "Lützow", C-dúr, K. 246
- 9. zongoraverseny "Jeunehomme", Esz-dúr, K. 271
- Esz-dúr versenymű két zongorára (No. 10 zongoraverseny) , Esz-dúr, K. 365

#### Korai,Bécsbenírtzongoraversenyek

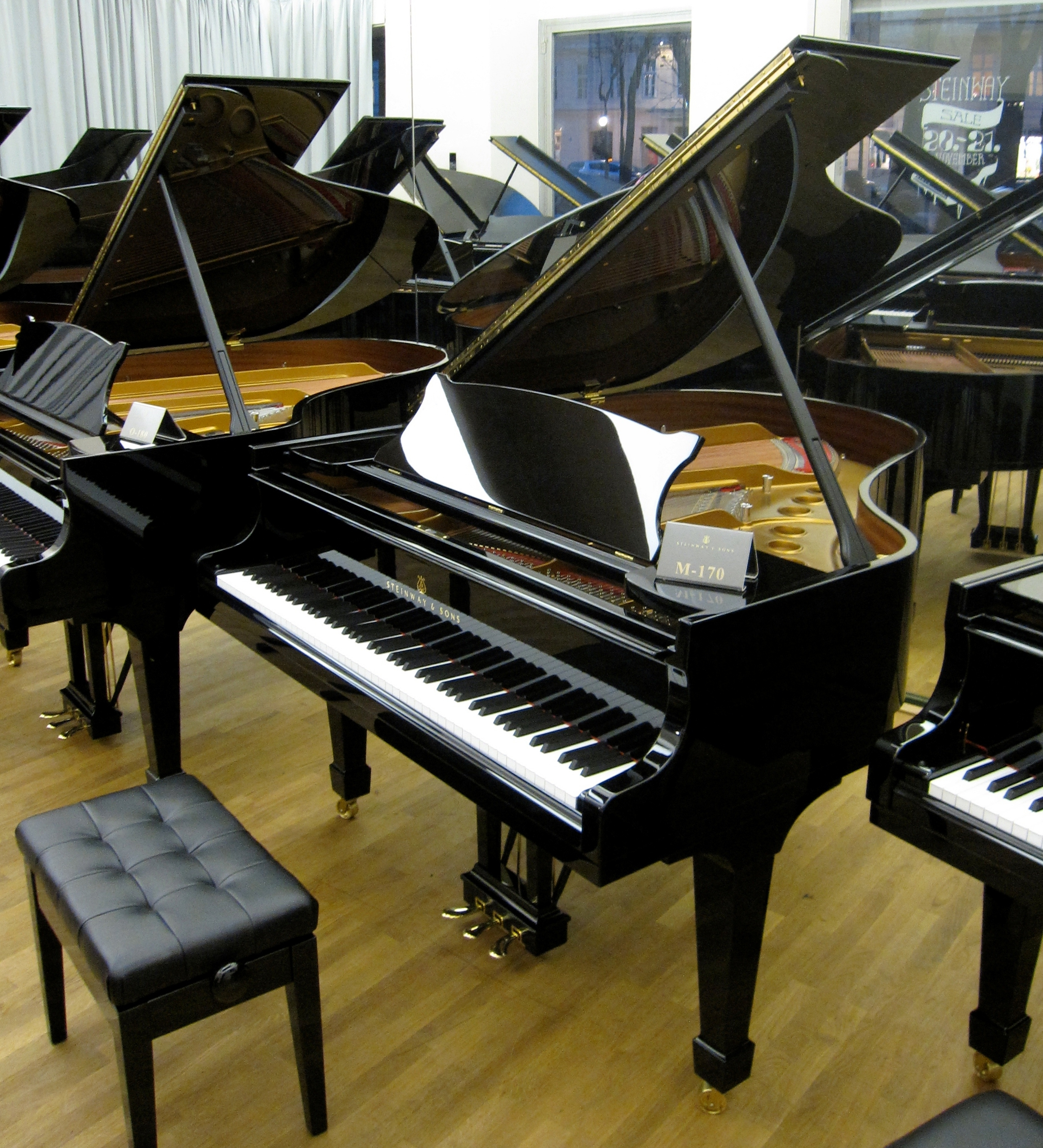

- Zongoraverseny No. 11, F-dúr, K. 413/387a 1782.
- Zongoraverseny No. 12, A-dúr, K. 414/385p 1782.
- Zongoraverseny No. 13, C-dúr, K. 415/387b 1782.
- D-dúr koncertrondó zongorára a Zongoraverseny No.5 új fináléja (3.tétele) K.382 1782. február
- A-dúr koncertrondó zongorára K. 386 1782. október 19.

#### Nagyra tartott,Bécsbenírtzongoraversenyek
- Zongoraverseny No. 14, "Ployer I." Esz-dúr, K. 449
- Zongoraverseny No. 15, B-dúr, K. 450
- Zongoraverseny No. 16, D-dúr, K. 451
- Zongoraverseny No. 17, "Ployer II." G-dúr, K. 453
- Zongoraverseny No. 18, "Paradies" B-dúr, K. 456
- Zongoraverseny No. 19, "Koronázás II.", F-dúr, K. 459
- Zongoraverseny No. 20, d-moll, K. 466
- Zongoraverseny No. 21, C-dúr, K. 467
- Zongoraverseny No. 22, Esz-dúr, K. 482
- Zongoraverseny No. 23, A-dúr, K. 488
- Zongoraverseny No. 24, c-moll, K. 491
- Zongoraverseny No. 25, C-dúr, K. 503

#### Későizongoraversenyek

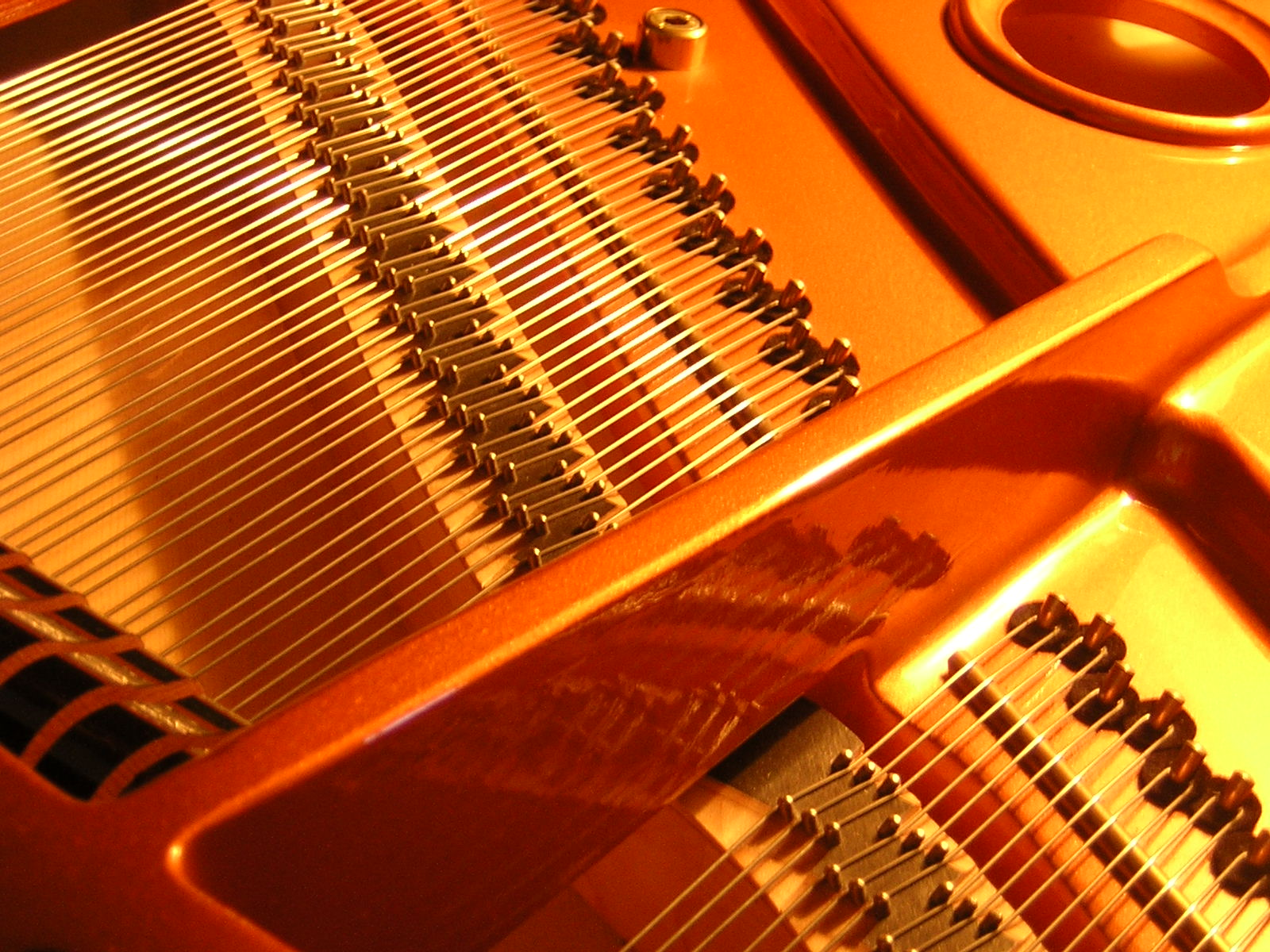

- Zongoraverseny No. 26, "Koronázás I.", D-dúr, K. 537
- Zongoraverseny No. 27, B-dúr, K. 595

#### Két vagy három zongorára írt versenyművek
- F-Dúr versenymű három zongorára "Lodron-koncert", (No. 7. zongoraverseny) F-dúr, K. 242
- Esz-dúr versenymű két zongorára (No. 10 zongoraverseny), Esz-dúr, K. 365

#### Zongoraversenyeka feltételezett keletkezés sorrendjében
- Zongoraverseny No. 1, F-dúr, K. 37 1767. április
- Zongoraverseny No. 2, B-dúr, K. 39 1767. június
- Zongoraverseny No. 3, D-dúr, K. 40 1767. július
- Zongoraverseny No. 4, G-dúr, K. 41 1767. július
- Zongoraverseny No. 5, D-dúr, K. 175 1773. december
- Zongoraverseny No. 6, B-dúr, K. 238 1776. január
- F-Dúr versenymű három zongorára "Lodron-koncert", (No. 7. zongoraverseny) F-dúr, K. 242 1776. február
- Zongoraverseny No. 8 " Lützow-koncert", C-dúr, K. 246 1776. április
- Zongoraverseny No. 9 "Jeunehomme-koncert", Esz-dúr, K. 271 1777. január
- Esz-dúr versenymű két zongorára (No. 10 zongoraverseny), Esz-dúr, K. 365 1779 eleje
- D-dúr koncertrondó zongorára,  Zongoraverseny No. 5 új fináléja (3. tétele) K.382 1782. február

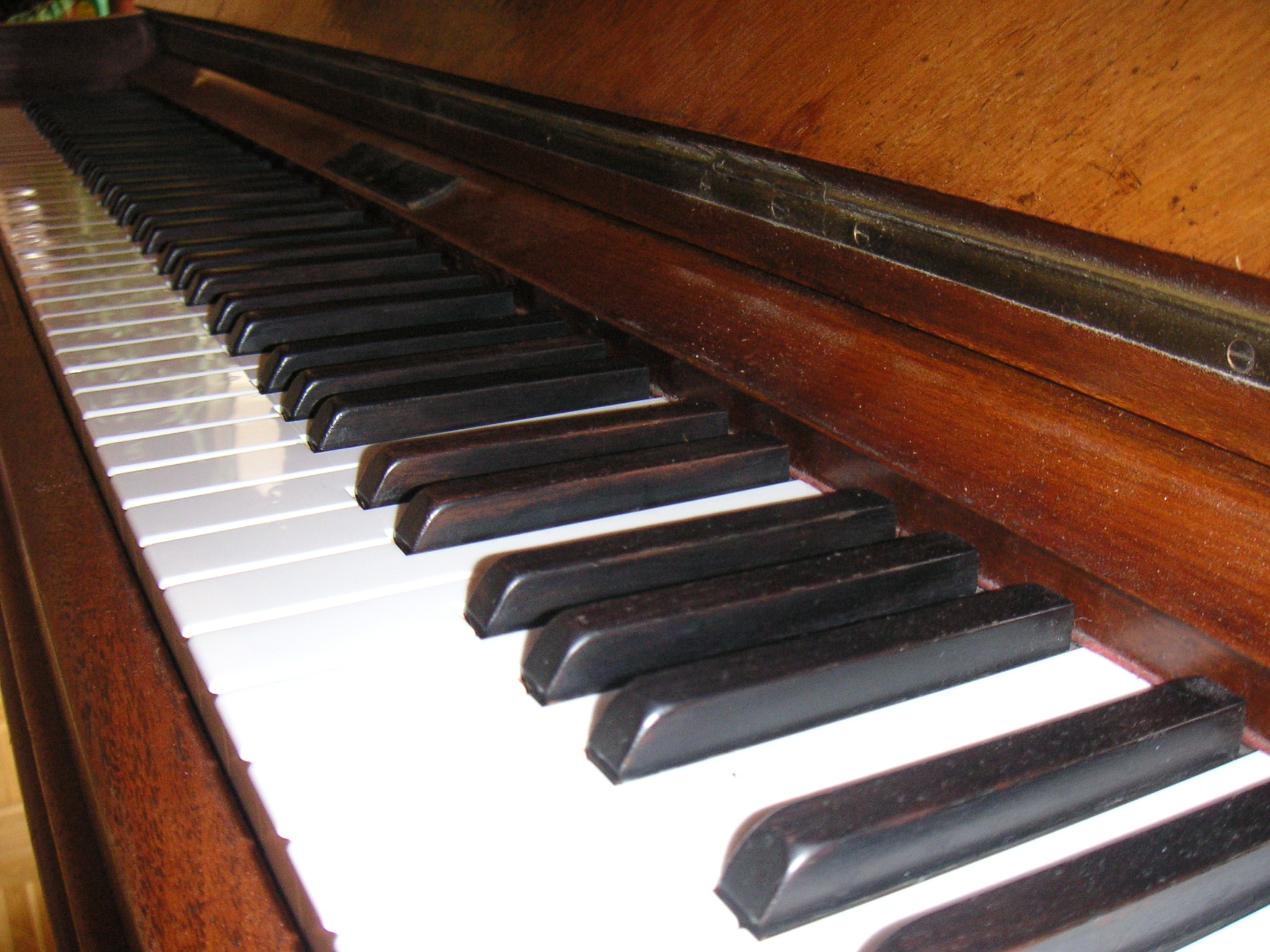

- Zongoraverseny No. 12, A-dúr, K. 414/385p 1782.
- A-dúr koncertrondó zongorára K. 386 1782. október 19.
- Zongoraverseny No. 11, F-dúr, K. 413/387a 1782.
- Zongoraverseny No. 13, C-dúr, K. 415/387b 1782.
- Zongoraverseny No. 14," Ployer I.", Esz-dúr, K. 449 1784. február
- Zongoraverseny No. 15, B-dúr, K. 450 1784. március
- Zongoraverseny No. 16, D-dúr, K. 451 1784. március 22.
- Zongoraverseny No. 17,"Ployer II.", G-dúr, K. 453 1784. április
- Zongoraverseny No. 18,"Paradies" B-dúr, K. 456 1784. szeptember 30.
- Zongoraverseny No. 19 "Koronázás II.", F-dúr, K. 459 1784. december 11.
- Zongoraverseny No. 20, d-moll, K. 466 1785. február 10.
- Zongoraverseny No. 21, C-dúr, K. 467 1785. március 9.
- Zongoraverseny No. 22, Esz-dúr, K. 482 1785. december 16.
- Zongoraverseny No. 23, A-dúr, K. 488 1786. március 2.
- Zongoraverseny No. 24, c-moll, K. 491 1786. március 24.
- Zongoraverseny No. 25, C-dúr, K. 503 1786. december 4.
- Zongoraverseny No. 26 "Koronázás I.", D-dúr, K. 537 1788. február 24.
- Zongoraverseny No. 27, B-dúr, K. 595 1791. január 5.[1][2][3][4][5][6][7][8][9][10][11][12]

### Csembalóversenyek

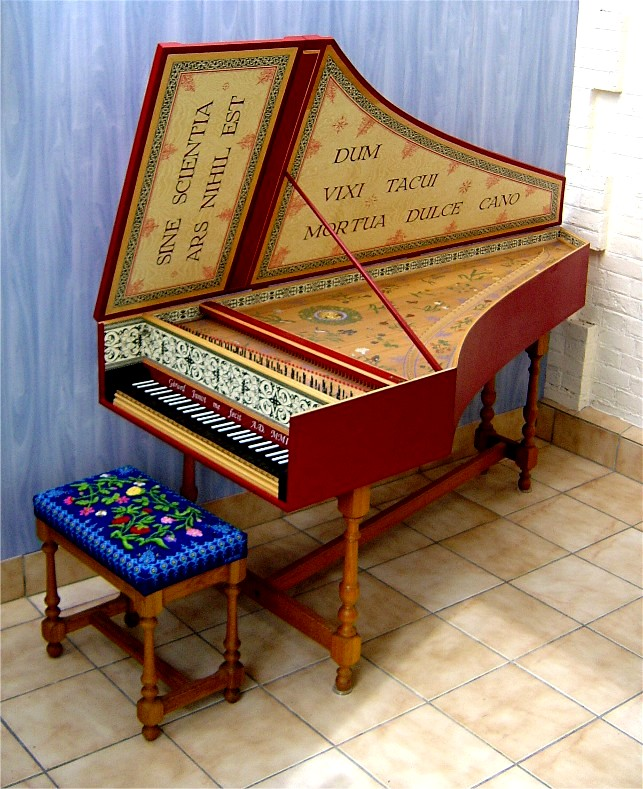
Csembaló

Johann Christian Bach (Londoni Bach) op. 5. szonátája
alapján billentyűs hangszerre és vonószenekarra írt gyermekkori versenyművek, melyeket Mozart 1772-ben Londonban komponált.
Szokás a gyermekkori zongoraversenyek közé is besorolni. Csembalóversenyként szerepel Ton Koopman és az Amszterdami Barokk Zenekar lemezfelvételén mindhárom mű. Ez a felvétel hangzott el 2006-ban a Mozart-év kapcsán a Magyar Rádió MR3-Bartók Rádiójának Mozart összes művét bemutató sorozatában.
- Csembalóverseny No. 1, D-dúr, No. 1. K. 107/I.
- Csembalóverseny No. 2, G-dúr, No. 2. K. 107/II.
- Csembalóverseny No. 3, Esz-dúr, No. 3. K. 107/III.

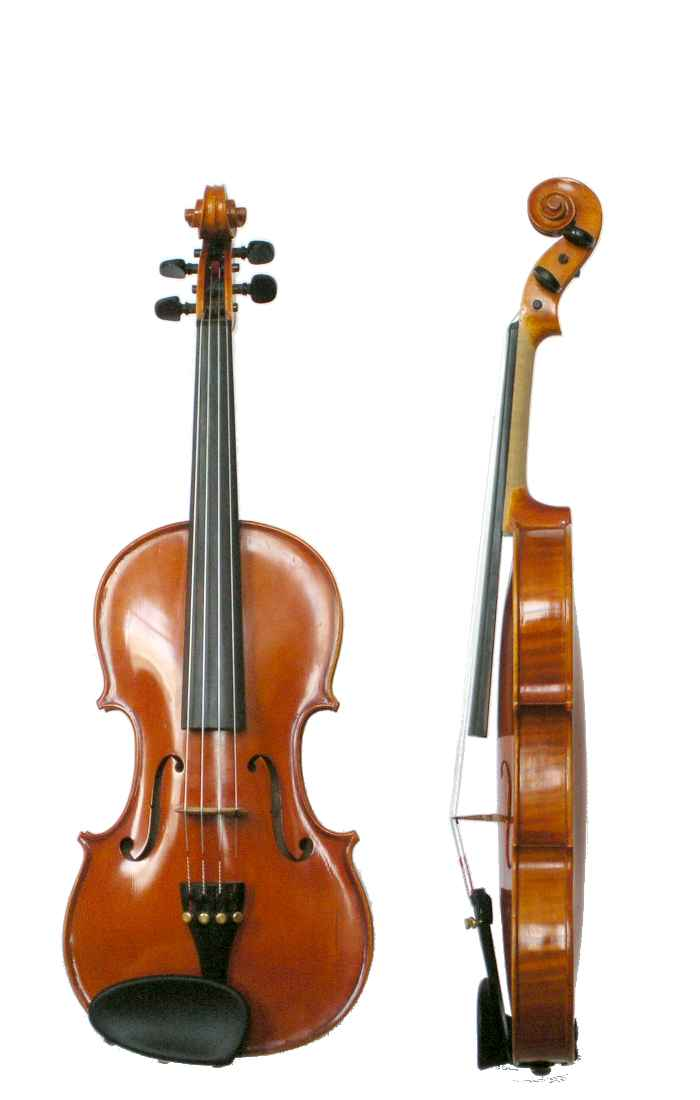

### Hegedűversenyek
Mozart hegedűversenyei az igen gyönyörű, fülbemászó melódiái és a hangszer hangjához igazán passzoló részek miatt híresek, annak ellenére, hogy Mozart nem használta ki teljesen a hegedűben rejlő lehetőségeket (szemben például Beethovennel vagy Brahmsszal).

### Kürtversenyek

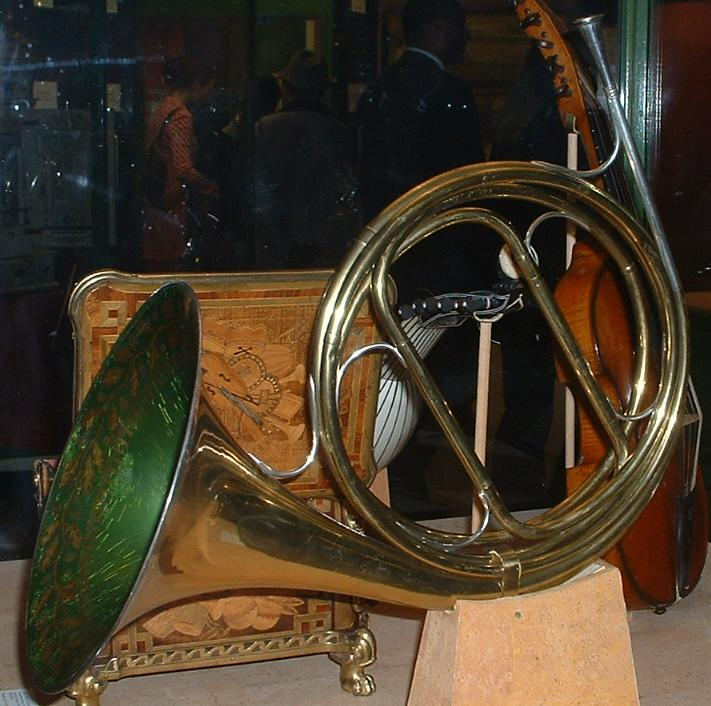
Vadászkürt V&A Museum, London

A szerző vadászkürtre írott versenyművei tulajdonképpen elegáns és vicces dialógusok a zenekar és szólista között. A kéziratok nagy része elég sok, a dedikáltnak szánt viccet (köztük eléggé sértőeket) is tartalmazott.
- Kürtverseny No. 1, D-dúr, K. 412

Franz Xaver Süßmayr készített egy újabb második tételt Mozart halála után az eredeti elveszett helyett.
- Kürtverseny No. 2, Esz-dúr, K. 417
- Kürtverseny No. 3, Esz-dúr, K. 447
- Kürtverseny No. 4, Esz-dúr, K. 495 (1786)

### Egyéb versenyművek
- Fagottverseny, B-dúr, K. 191 (1774)
- Versenymű hárfára, fuvolára és zenekarra, C-dúr, K. 299 (1778)

Igen eredeti a szólóhangszerek megválogatása.
- Oboaverseny, C-dúr, K. 314

Elveszett, de aztán előkerült.
- Klarinétverseny, A-dúr, K. 622 (1791)
- Fuvolaverseny, G-dúr, K. 313 (1778)
- Második fuvolaverseny, D-dúr K. 314 (1778)

Lásd feljebb.

### Előadási darabok szólóhangszerre és zenekarra
- Andante fuvolára és zenekarra, C-dúr, K. 315 (1778)
- E-dúr Adagio hegedűre és zenekarra, K261 (1776)
- B-dúr Rondo Concertante, K261a (1776)
- C-dúr Rondó, K373 (1776)

## Művek szóló-zongorára
1782 és 1786 között 20 mű keletkezett egy zongorára (többek közt szonáták, variációk, fantáziák, szvitek, fúgák és rondók), ill. keletkeztek még négykezes művek, ill. művek két zongorára.
- Nannerl Zenés Könyve

1. C-dúr Andante, K. 1a
2. C-dúr Allegro, K. 1b
3. F-dúr Allegro, K. 1c
4. F-dúr menüett, K. 1d
5. G-dúr menüett, K. 1e
6. C-dúr menüett, K. 1f
7. F-dúr menüett, K. 2
8. B-dúr Allegro, K. 3
9. F-dúr menüett, K. 4
10. F-dúr menüett, K. 5
11. C-dúr Allegro, K. 5a
12. B-dúr Andante, K. 5b

A gyermek Nannerl (1763); Pietro Antonio Lorenzoni

- Zongoraszonáta No. 1, C-dúr, K. 279 (München, Nyár, 1774)
- Zongoraszonáta No. 2, F-dúr, K. 280 (München, Nyár, 1774)
- Zongoraszonáta No. 3, B-dúr, K. 281 (München, Nyár, 1774)
- Zongoraszonáta No. 4, Esz-dúr, K. 282 (München, Nyár, 1774)
- Zongoraszonáta No. 5, G-dúr, K. 283 (München, Nyár, 1774)
- Zongoraszonáta No. 6, D-dúr, K. 284 (München, Feb-Mar 1775)
- Zongoraszonáta No. 7, C-dúr, K. 309 (Mannheim, Nov. 8 1777) Cannabich
- Zongoraszonáta No. 8, a-moll, K. 310 (Párizs, Nyár, 1778)

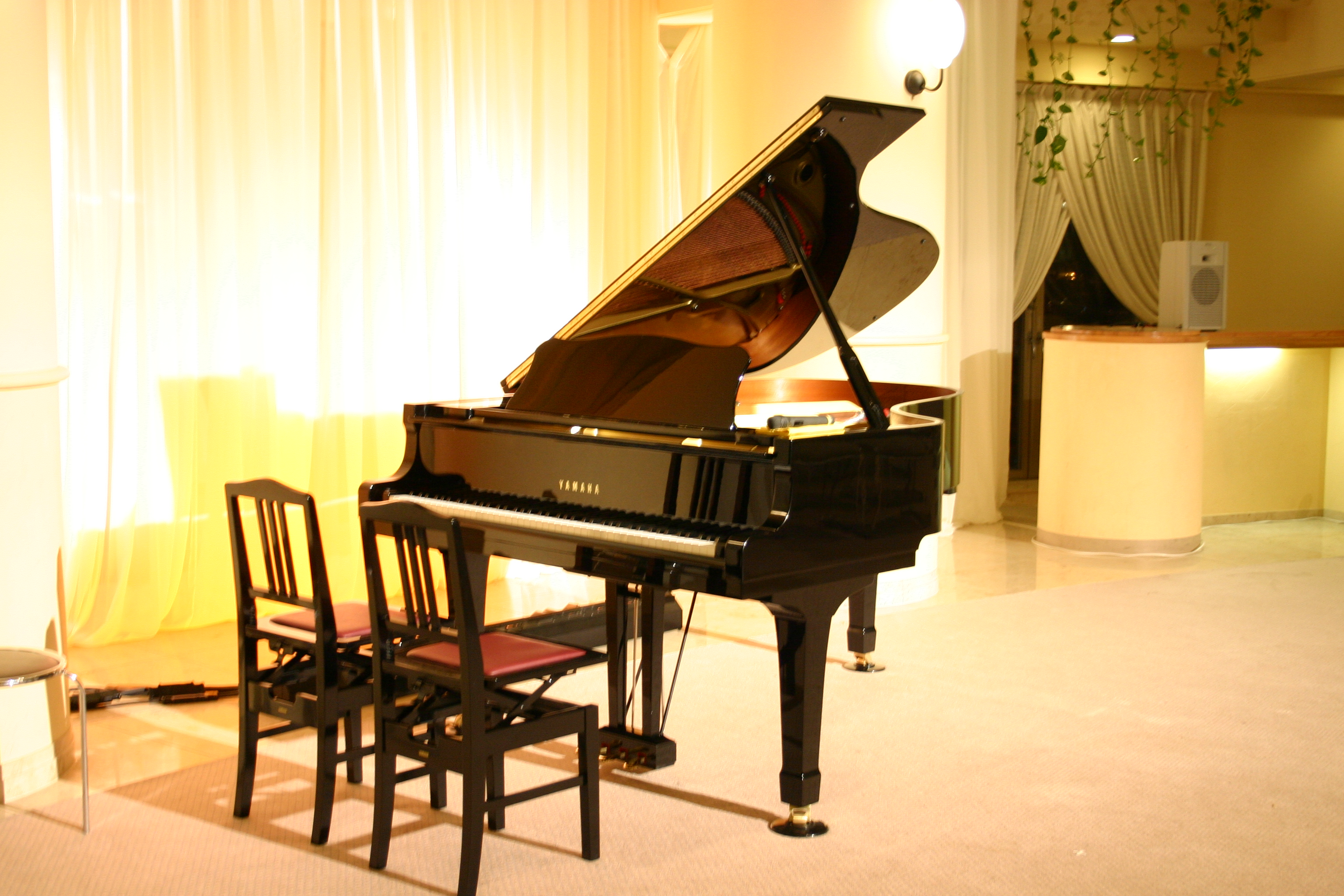

- Zongoraszonáta No. 9, D-dúr, K. 311 (Mannheim, Nov 1777)
- Zongoraszonáta No. 10, C-dúr, K. 330 (Nyár, 1778)
- Zongoraszonáta No. 11 „Török induló”, A-dúr, K. 331 (Nyár, 1778)
- Zongoraszonáta No. 12, F-dúr, K. 332 (Nyár, 1778)
- Zongoraszonáta No. 13, B-dúr, K. 333 (Nyár, 1778)
- Zongoraszonáta No. 14, c-moll, K. 457 (Bécs, Oct. 14, 1784,)
- Zongoraszonáta No. 15, F-dúr, K. 533 (Bécs, Jan. 3, 1788)
- Zongoraszonáta No. 16, C-dúr, K. 545 (az un. facile vagy semplice szonáta; Bécs, Jun. 26, 1788)
- Zongoraszonáta No. 17, F-dúr, K. 547a (Bécs, Nyár, 1788)
- Zongoraszonáta No. 18, B-dúr, K. 570 (Bécs, February, 1789)
- Zongoraszonáta No. 19, D-dúr K. 576 (Bécs, July 1789)
- Fantázia és Fúga, C-dúr, K. 394 (Bécs, 1782)
- Fantázia No. 2, c-moll, K. 396 (Bécs, 1782)
- Fantázia No. 3, d-moll, K. 397 (Bécs, 1782)
- Fantázia No. 4, c-moll, K. 475 (Bécs, May 20, 1785)

Néhány katalógusban az a-moll és a D-dúr szonáta fel van cserélve.

## Kamarazene
- 2 duó hegedűre és brácsára vagy két hegedűre:
  - G-dúr, K.423
  - B-dúr, K.424

### Vonósnégyesek

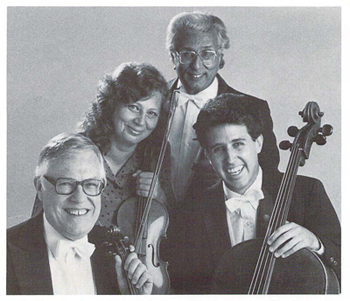
A Stanford Quartet

- Quartetti Milanesi, K. 80 és K. 155-160 (1770-1773) Ez egy háromtételes darabokból álló ciklus; igazából nem nagy művek, csak előremutatás a többi, teljesebb vonósnégyes irányába.
  - Vonósnégyes No. 1, G-dúr, K. 80/73f (1770)
  - Vonósnégyes No. 2, D-dúr, K. 155/134a (1772)
  - Vonósnégyes No. 3, G-dúr, K. 156/134b (1772)
  - Vonósnégyes No. 4, C-dúr, K. 157 (1772-3)
  - Vonósnégyes No. 5, F-dúr, K. 158 (1772-3)
  - Vonósnégyes No. 6, B-dúr, K. 159 (1773)
  - Vonósnégyes No. 7, Esz-dúr, K. 160/159a (1773)
  - Vonósnégyes No. 8, F-dúr, K. 168 (1773)
  - Vonósnégyes No. 9, A-dúr, K. 169 (1773)
  - Vonósnégyes No. 10, C-dúr, K. 170 (1773)
  - Vonósnégyes No. 11, Esz-dúr, K. 171 (1773)
  - Vonósnégyes No. 12, B-dúr, K. 172 (1773)
  - Vonósnégyes No. 13, d-moll, K. 173 (1773)
- Haydn kvartettek K. 387, 421, 428, 458, 464, 465, Opus 10 (1782–1785)
  - Vonósnégyes No. 14, G-dúr, K. 387 (1782)
  - Vonósnégyes No. 15, d-moll, K. 421/417b (1783)
  - Vonósnégyes No. 16, Esz-dúr, K. 428/421b (1783)
  - Vonósnégyes No. 17, B-dúr ("Vadászat"), K. 458 (1784)
  - Vonósnégyes No. 18, A-dúr, K. 464 (1785)
  - Vonósnégyes No. 19, C-dúr ("Disszonanciák"), K. 465 (1785)
- Vonósnégyes No. 20, D-dúr  ("Hoffmeister"), K. 499 (1786)

Ezt a művetFranz Anton Hoffmeister adta ki (talán ő volt a dedikált is), csakúgy, mint a Porosz kvartettekeket. Mozart utolsó három vonósnégyese, melyet az éppen uralkodó porosz királynak, II. Frigyes Vilmosnak ajánlott, a cantabile karakterű csellószólamaikról (a király nagy gordonkás volt), az édes hangokról és a különböző hangszerek equilibriumairól híresek.
- Porosz kvartettek K. 575, 589, 590 (1789-1790)
  - Vonósnégyes No. 21, D-dúr, K. 575 (1789)
  - Vonósnégyes No. 22, B-dúr, K. 589 (1790)
  - Vonósnégyes No. 23, F-dúr, K. 590 (1790)

### Vonósötösök

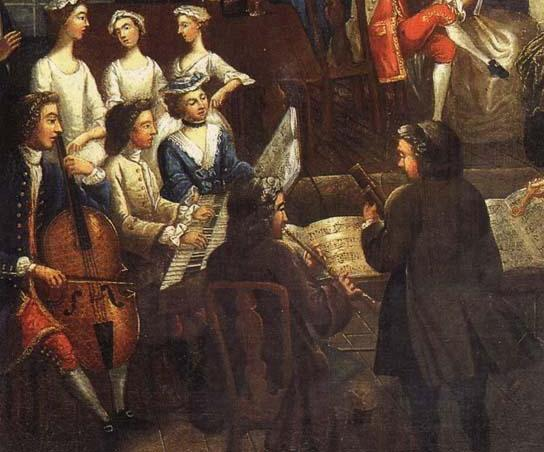
Barokk zenészek triószonátát játszanak; 18. századi ismeretlen szerző festménye

Mozart ugyan jóval kevesebb vonósötöst írt, mint -négyest, de ezek sokkal fontosabb művei. Wolfgang műveiben az ötödik hangszernek egy második mélyhegedűt használt.
- B-dúr vonósötös, K. 174
- C-dúr vonósötös, K. 515

A mű első tétele a leghosszabb mozarti tétel.
- g-moll vonósötös, K. 516

Egyik legnagyobb műve. A 40. szimfónia tragikus hangulatát idézi vissza, ami az azonos hangnemnek is köszönhető. Sokan nem tartják jónak a mű végére az utolsó, G-dúrban befejeződő tételt.
- c-moll vonósnégyes, K. 406 (516b)

A korábbi fúvósokra írt szerenád (K388) átirata.
- D-dúr vonósötös, K. 593
- Esz-dúr vonósötös, K. 614

### Egyéb fontosabb kamarazenei művek
- Fuvolanégyesek (fuvola, hegedű, brácsa, cselló), K. 285, 285a, 285b, 298 (1777–1787)
- Kvintett zongorára és fúvósokra (oboa, klarinét, kürt, fagott), K. 452 (1784)
- A-dúr klarinétkvintett, K. 581 (1789)

## Szerenádok, divertimentók és egyéb hangszeres művek
A fentebb említett hangszeres műveken kívül Mozart még sok divertimentót, notturnót, serenatát, cassazionát, indulót és táncokat írt. Főbb művek ebből a kategóriából:
- Minuettók (több mint 100; melyek Haydn stílusára hasonlítanak, tehát viszonylag lassabbak), kontratáncok (például Il Temporale, K. 535, La Bataille, K. 600, Canarino, K. 602 stb.) és allemande-ok (vagy Teitsch, vagy Ländler; 56 készült 1787 és 1791 között, és a bécsi nyilvános bálokra íródtak).

### Szerenádok
- Finalmusik, D-dúr, K. 185 (167a)

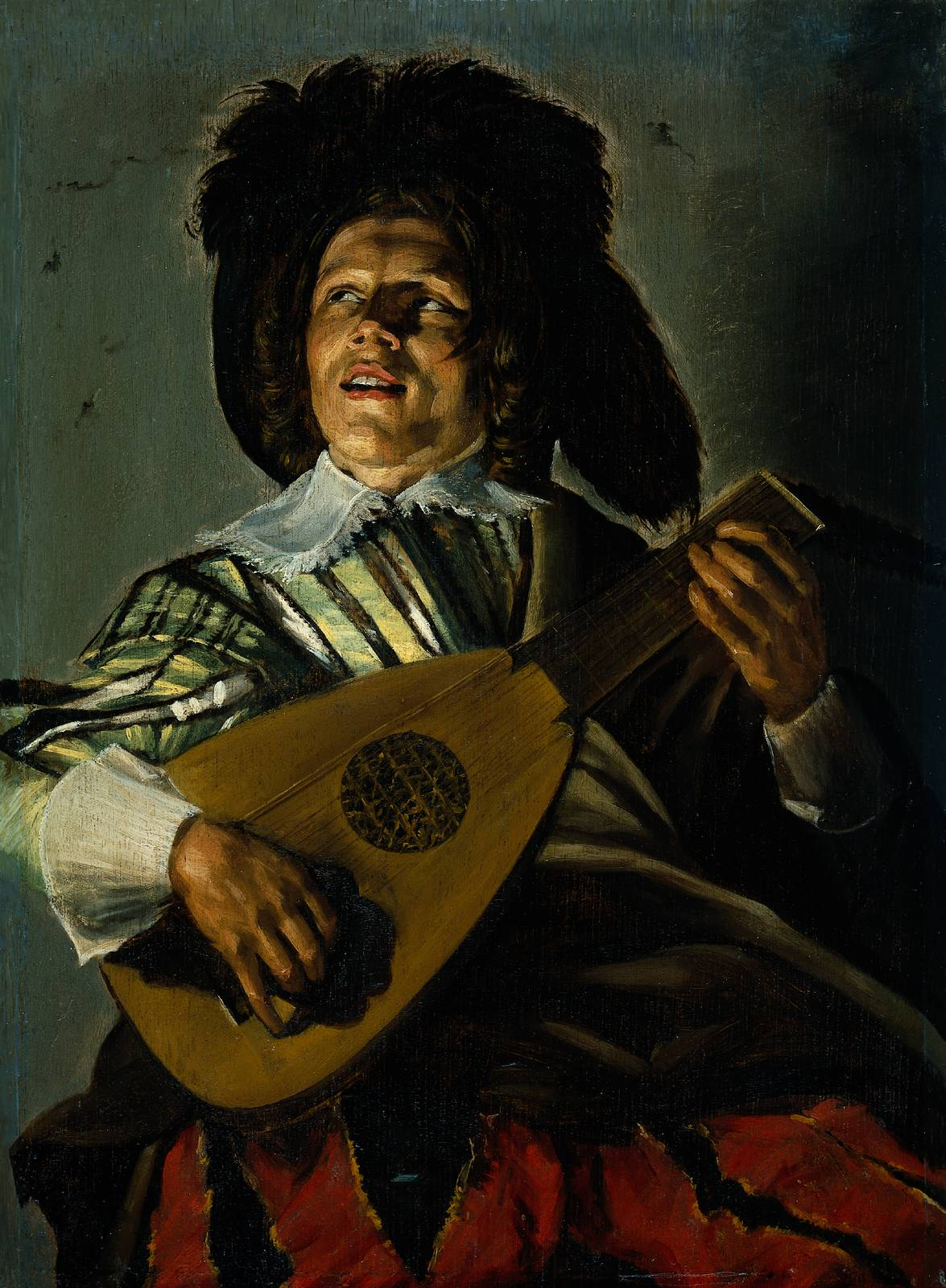
Szerenád (Judith Leyster)

- Colloredo szerenád, D-dúr, K. 203 (189b)
- Serenata notturna, D-dúr, K. 239
- Haffner szerenád, D-dúr, K. 250 (248b)
- Notturno négy zenekarra, D-dúr, K 286 (269a)
- Postakürt szerenád, D-dúr, K. 320
- Gran Partita, B-dúr, K. 361 (370a)
- Szerenád, Esz-dúr, K. 375
- Szerenád, c-moll, K. 388 (384a)
- Eine kleine Nachtmusik – Egy kis éji zene, G-dúr, K. 525

### Divertimentók
- Divertimento No. 1, D-dúr, K. 136 (125a)
- Divertimento No. 2, B-dúr, K. 137 (125b)
- Divertimento No. 3, F-dúr, K. 138 (125c)
- Divertimento No. 4, D-dúr, K. 205 (173a)
- Divertimento No. 5, F-dúr, K. 247 Lodron 1.
- Divertimento No. 6, D-dúr, K. 251
- Divertimento No. 7, F-dúr, K. 253
- Divertimento No. 8, B-dúr, K. 270
- Divertimento No. 9, B-dúr, K. 287 (271b) Lodron 2.
- Divertimento No. 10, D-dúr, K. 334 (320b)

### Egyéb

A szabadkőművesség egyik jelképe: a szögmérő szárai felé helyezett körző

- Kis semmiségek – balettzene
- Szabadkőműves gyászzene – kantáta
- c-moll adagio és fúga

## Operák
Wolfgang Amadeus Mozart életében a színpadi zenés produkciók mindig kiemelt helyet töltöttek be, így igen sok operát, vígoperát és más színpadra szánt zenés művet írt.
- Die Schuldigkeit des ersten Gebotes, K. 35 (1767)
- Apollo et Hyacinthus, K. 38 (1767)

1767-ben, tanulóévei alatt keletkezett Mozart első operája; ez helyenként hallatszik is rajta.
- Bastien und Bastienne, K. 50=46b (1768)

A Bastien és Bastienne már egy sokkal magasabb lépcsőfok. A fiatal zenész már képes a zenét a szöveghez illeszteni.
- La finta semplice, K. 51 (1768)

Ez az első próbálkozása az opera buffa (vígopera) műfajban.
- Mitridate re del Ponto, K. 87 (1770)

Miután az első olasz operáját megírta, Milánóból és Salzburgból is jöttek felkérések: Mitridate re del Ponto, Ascanio in Alba, Il sogno di Scipione, és Lucio Silla operákat írta ekkor. Ezen művekben Mozart még mindig mutat némi ügyetlenséget a tradicionális operakeret felépítésekor. A librettók általában gyengék és előadhatatlanok. Ezek ellenére találhatóak benne Mozart későbbi sikerét meghozó elemek is, de a „súlya”, lényege és formai tökéletlensége miatt még viszonylag korai művei.
- Ruggiero (1771)
- Ascanio in Alba, K. 111 (1771)
- Betulia Liberata, K. 118 (1771)

A bibliai Judit könyve szolgálja a történet alapját.
- Il sogno di Scipione, K. 126 (1772)
- Lucio Silla, K. 135 (1772)
- Thamos, König in Ägypten (1773, 1775)
- La finta giardiniera, K. 196 (1774-5)

A La finta giardinierával Mozart visszatér a vígopera műfajához, túltéve eddigi modelljein. A librettó még mindig nem az igazi, de a szereplők már nem annyira sematikusak és jobban elkülönülnek egymástól, és a zene már nagyon jól kifejezi az érzéseiket
- Il rè pastore, K. 208 (1775)
- Zaide, K. 344 (1779)
- Idomeneo, K. 366 (1780)
- Die Entführung aus dem Serail, K. 384 (1782)

A német zenei dráma (Singspiel) műfajába való debütálása után írja évekkel később a Szöktetés a szerájból-t.
- L'oca del Cairo, K. 422 (1783)
- Lo sposo deluso, K. 430
- Der Schauspieldirektor, K. 486 (1786)
- Le nozze di Figaro, K. 492 (1786)

A Figaro házassága, a három legnagyobb operájának egyike, amelyek mind az opera buffa műfajba sorolhatóak (annak ellenére, hogy a Don Giovanni tartalmaz tragikus elemeket is), és amely operák librettistája Lorenzo Da Ponte volt. A Figaro a Le mariage de Figaro c. irodalmi alkotáson alapszik, melynek szerzője Pierre Beaumarchais; a mű egy nagyon nehezen elfogadott – és ritkán előadott – mű volt Franciaországban, a magasabb köröket (klerikusokat és arisztokratákat) sértő megjegyzések miatt, és ez szemben állt a Harmadik rend egészséges aktivizmusával is. Ausztria területén is szembetalálta magát a mű a vezetőbb rétegekkel, annak ellenére, hogy Da Ponte a bántóbb részeket kivágta. Ennek ellenére 1786 tavaszán bemutatták az operát a bécsi várszínházban, nagy sikerrel.
- Don Giovanni, K. 527 (1787)

A Da Ponte librettóinak trilógiájában a Don Giovanni, majd a 'Così fan tutte következik; mindkettő a két nem közti szerelemmel foglalkozik.

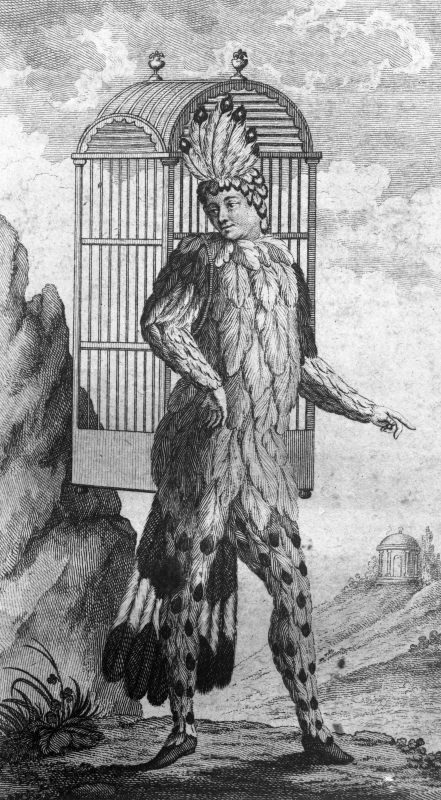
Papageno a Varázsfuvolából

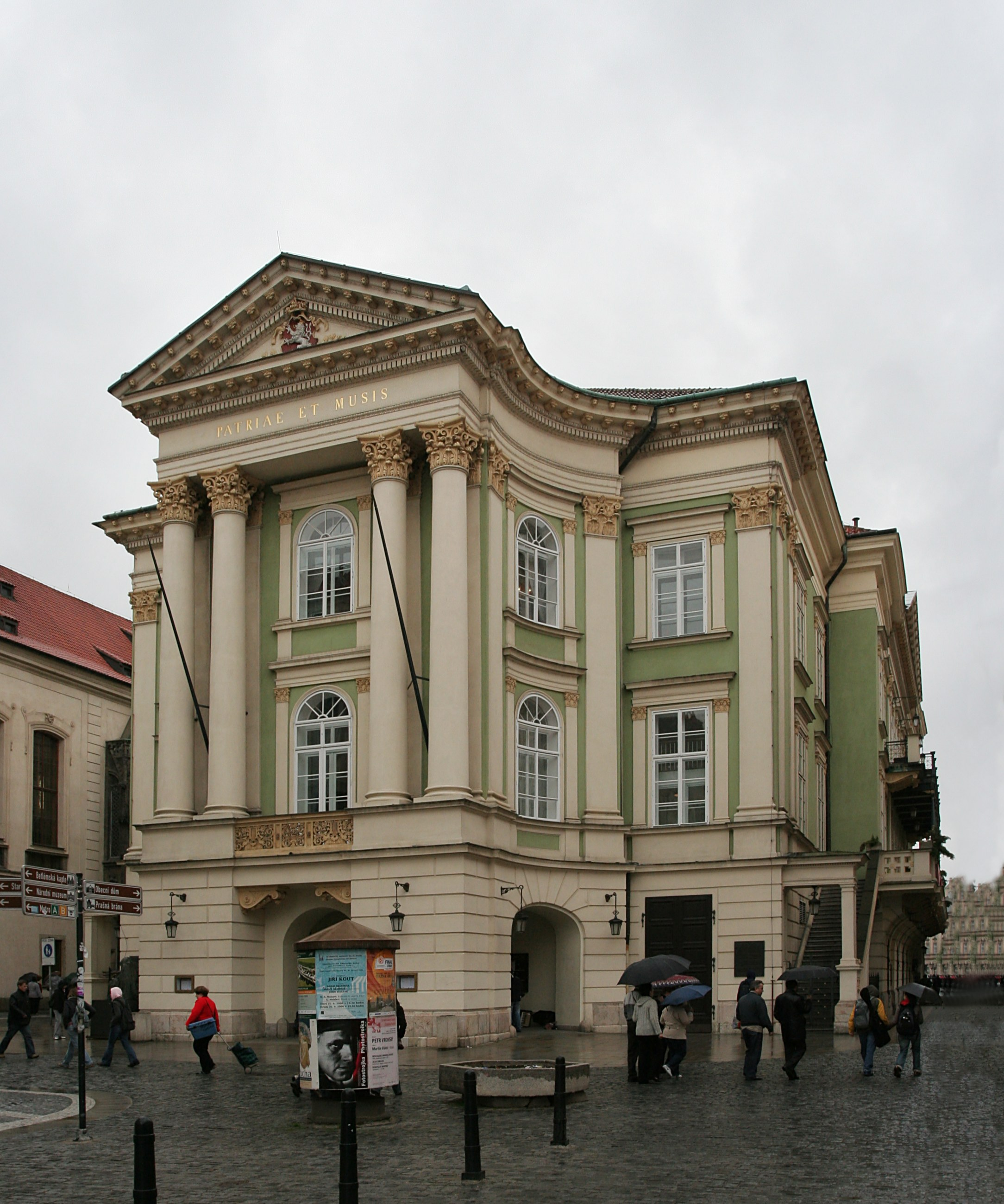
Stavovske Divadlo – Polgári Színház, Prága, a La Clemenza di Tito és a Don Giovanni ősbemutatójának helyszíne

- Così fan tutte, K. 588 (1789)
- Die Zauberflöte, K. 620 (1791)

A varázsfuvola sok kritikát kapott a librettó abszurditása miatt (szerzője Emanuel Schikaneder); valószínűleg többször változtattak rajta. Ennek ellenére már a premieren nagy sikere volt. A mű zenéje fényes és spirituális. A történetben a szent és a profán dolgok mesterien vannak egymással szembeállítva. A művet a szabadkőművesség hatja át.
- La Clemenza di Tito, K. 621 (1791)